# Parorena sminthochroa
Parorena sminthochroa är en fjärilsart som beskrevs av George Francis Hampson 1926. Parorena sminthochroa ingår i släktet Parorena och familjen nattflyn. Inga underarter finns listade i Catalogue of Life.